# Moutarde blanche
Sinapis alba
Pour les articles homonymes, voir Moutarde.
Espèce
Classification phylogénétique
La moutarde blanche (Sinapis alba), le sénevé, le sènevé ou la sanve, est une espèce de plante annuelle de la famille des Brassicacées, cultivée pour ses graines servant à la préparation de condiments.

## Description

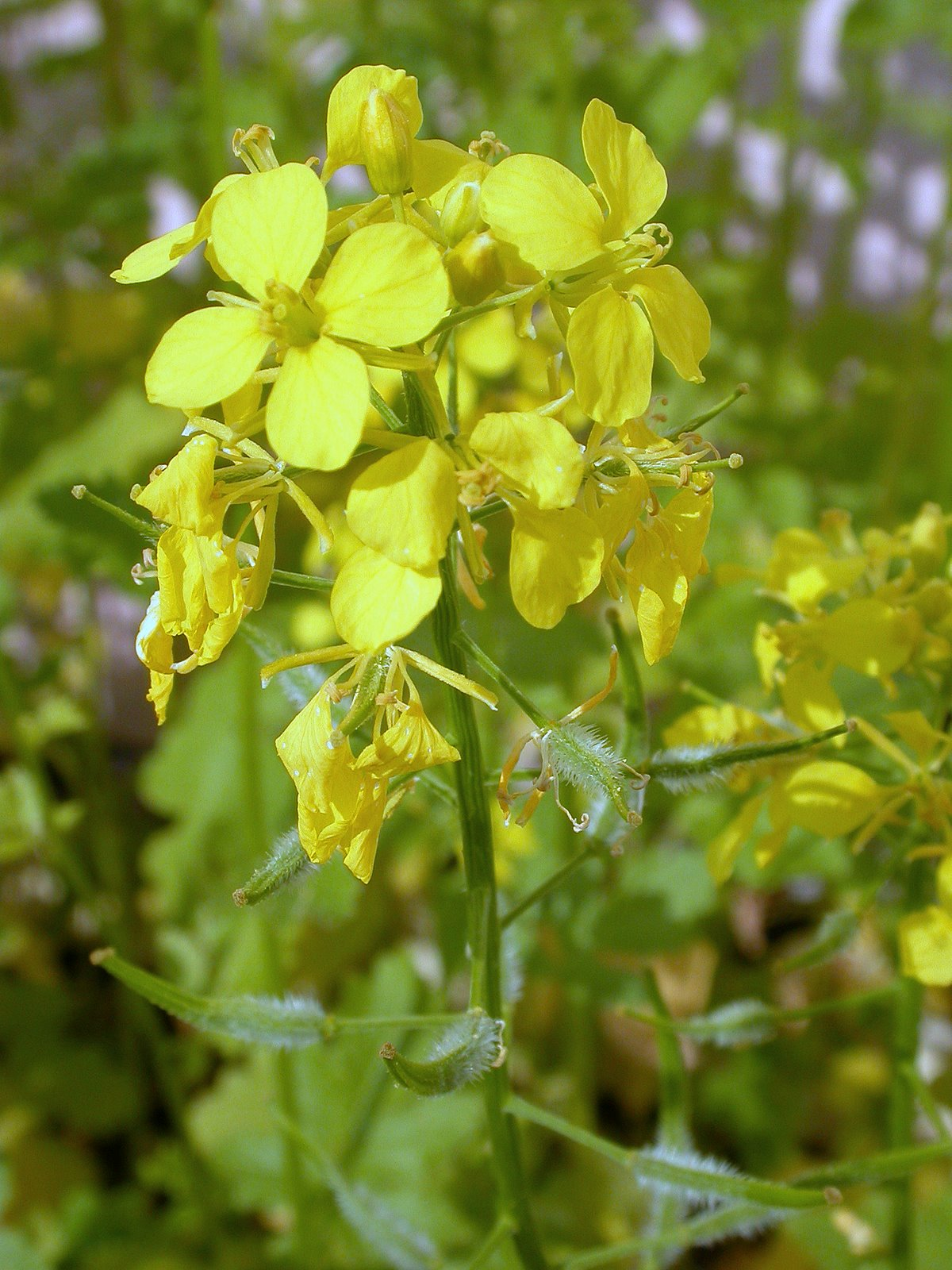
Après leur fécondation, les fleurs se transforment en siliques se développant tout le long de la partie supérieure de la plante.

C'est une plante herbacée annuelle de 50 à 80 cm de haut, à tiges assez ramifiées. De croissance rapide, elle peut arriver à maturité en à peine un mois.
Les feuilles pennatipartites sont très profondément divisées, sauf celles de la partie supérieure des tiges, à lobes plus ou moins arrondis.
Les fleurs, à pétales jaunes, parfois blancs, s'épanouissent tout l'été, de mai à septembre en répandant un doux parfum.
Le fruit est une silique bosselée, hérissée de poils, renfermant 4 à 8 graines. Le bec est nettement aplati en lame de sabre et est un peu plus long que les valves (à la différence de Sinapis arvensis au bec plus court). À maturité, les graines font de 1 à 2 mm et sont de couleur blanc-jaunâtre, beige.
La moutarde blanche pousse toute l'année. L'hiver lui convient bien car elle n'aime pas beaucoup le soleil.

## Origine
Cette espèce est originaire d'Afrique du Nord, d'Europe (sauf les régions arctiques) et d'Asie occidentale (Proche-Orient).
C'est une plante commune en France, dans les champs et au bord des chemins. Elle est citée dans le capitulaire De Villis (fin du VIIIe ou début du IXe siècle) parmi les plantes potagères et condimentaires recommandées.

## Propriétés
Comme toutes les Brassicacées, la moutarde blanche contient un glucosinolate, nommé sinalbine. Lors du broyage des graines et de la rupture des compartiments cellulaires qui en résulte, la sinalbine entre en contact avec une enzyme, la myrosinase, et se dégrade en isothiocyanate de p-hydroxybenzoyle. C'est cette dernière molécule, soufrée, qui est responsable de l'arôme de moutarde.
La moutarde blanche est aussi une plante hyperaccumulatrice, capable de fortement bioconcentrer le thallium par exemple (capacité démontrée en laboratoire pour des concentrations de 0,1, 0,05 et 0,01 mg/L−1 dans l'eau disponible pour la plante, avec une voie d'incorporation qui varie beaucoup selon le mode de culture sur sol naturel ou en mode hydroponique notamment).

## Utilisations
Les graines sont riches en lipides (environ 35 %) et produisent une huile à usage industriel ou alimentaire. Elles sont à la base de la préparation du condiment qui porte le même nom, la moutarde.
La moutarde blanche est aussi une plante fourragère et une plante mellifère.
Elle est parfois semée comme engrais vert ou « piège à nitrates », c'est-à-dire culture intercalaire évitant de laisser les champs à nu pour limiter le lessivage des nitrates solubles. Dans ce cas, semée par exemple après une céréale, elle doit être détruite avant la montée en graines pour éviter qu'elle se ressème naturellement et devienne une mauvaise herbe, notamment dans les cultures de colza.
Elle est aussi utile pour tuer les nématodes. De plus, sa racine puissante permet de briser les mottes d'argile d'un sol très lourd, et ainsi de faciliter l'incorporation d'humus et l'amélioration du sol.

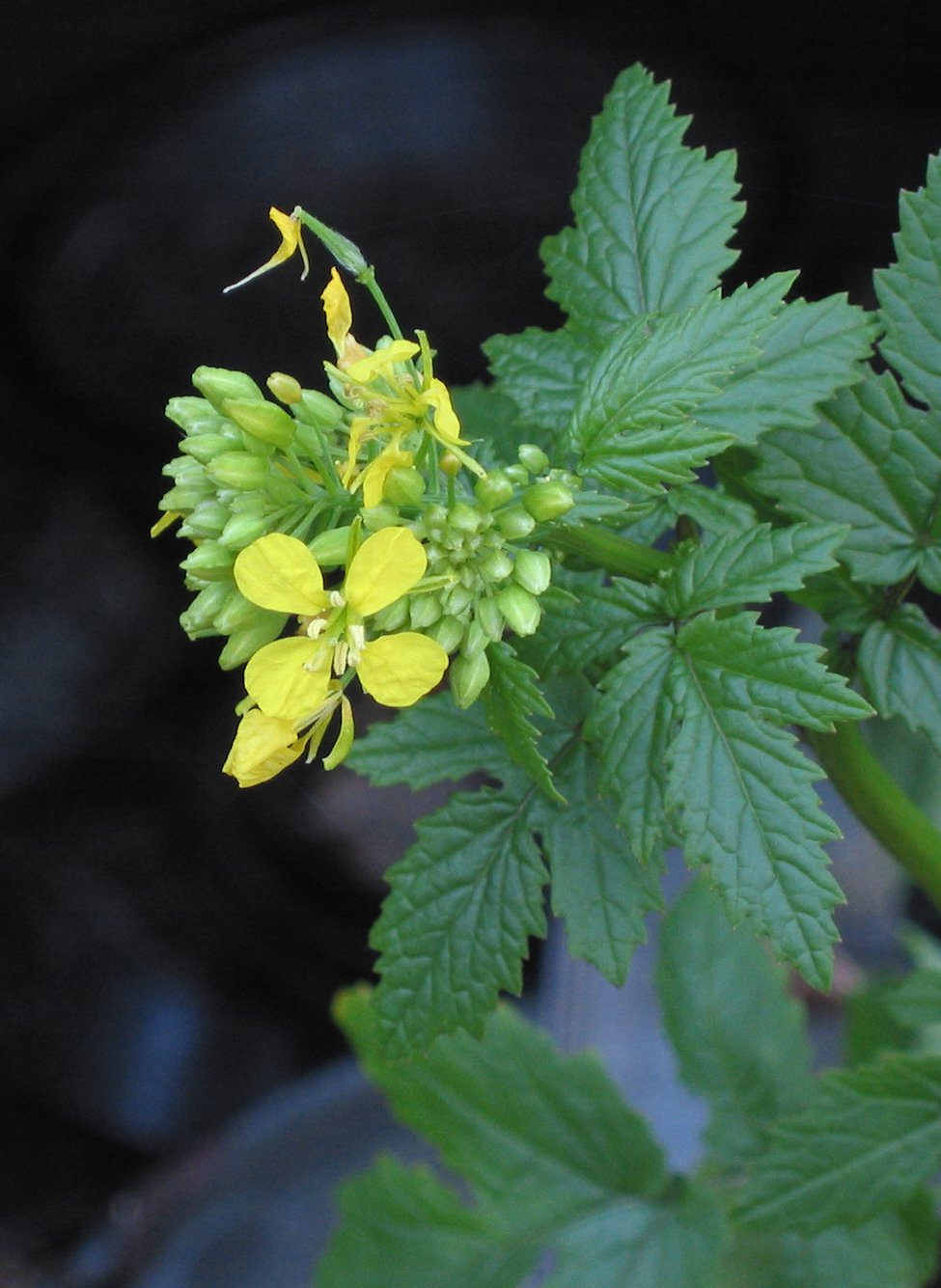
Fleurs et feuilles, pétiolées et pennatifides.
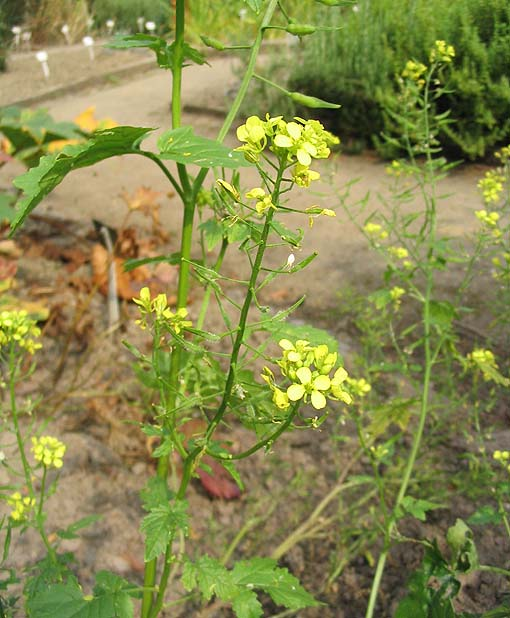
Moutarde blanche.
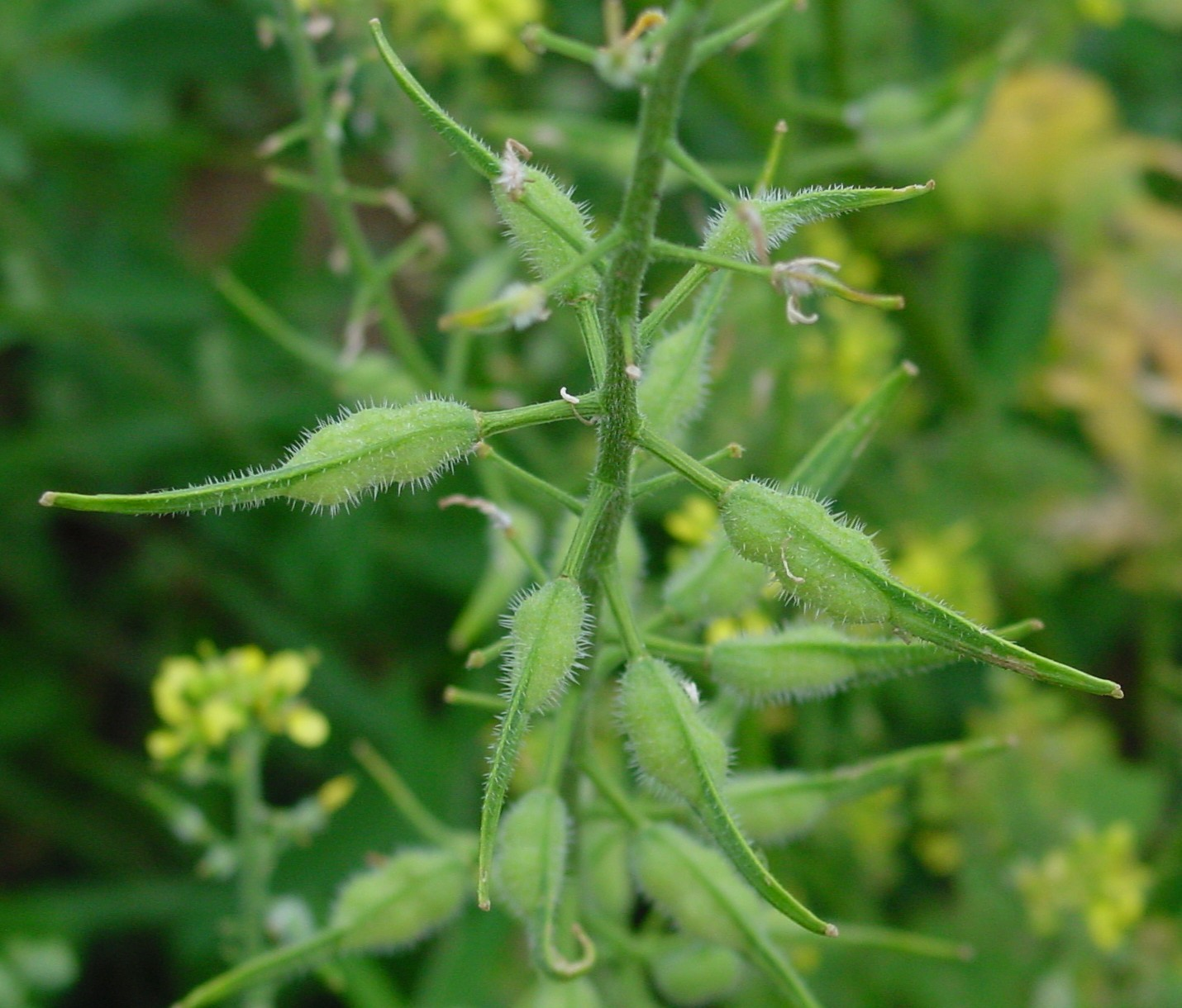
Fruits avec long bec aplati.
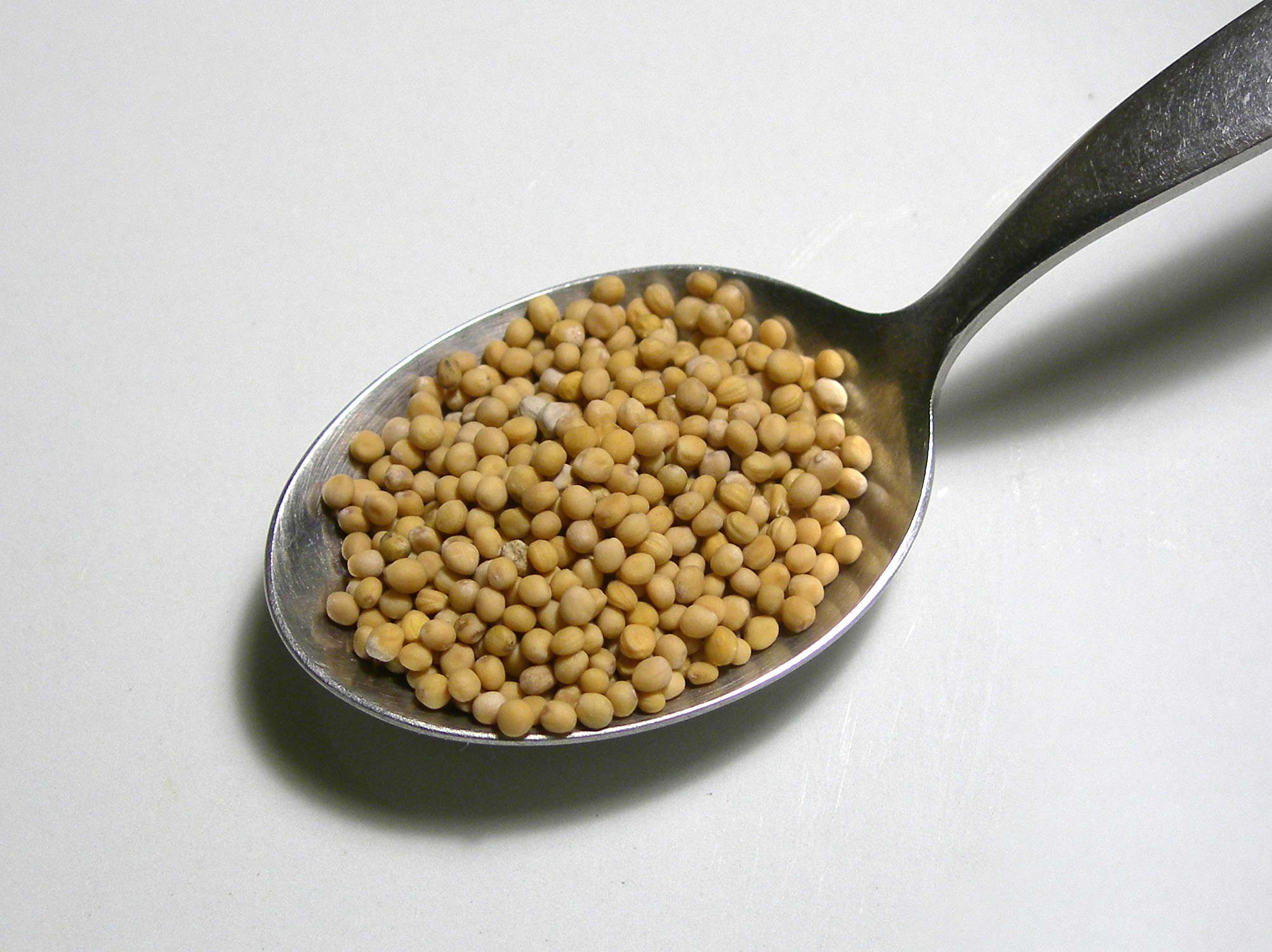
Graines de moutarde blanche.
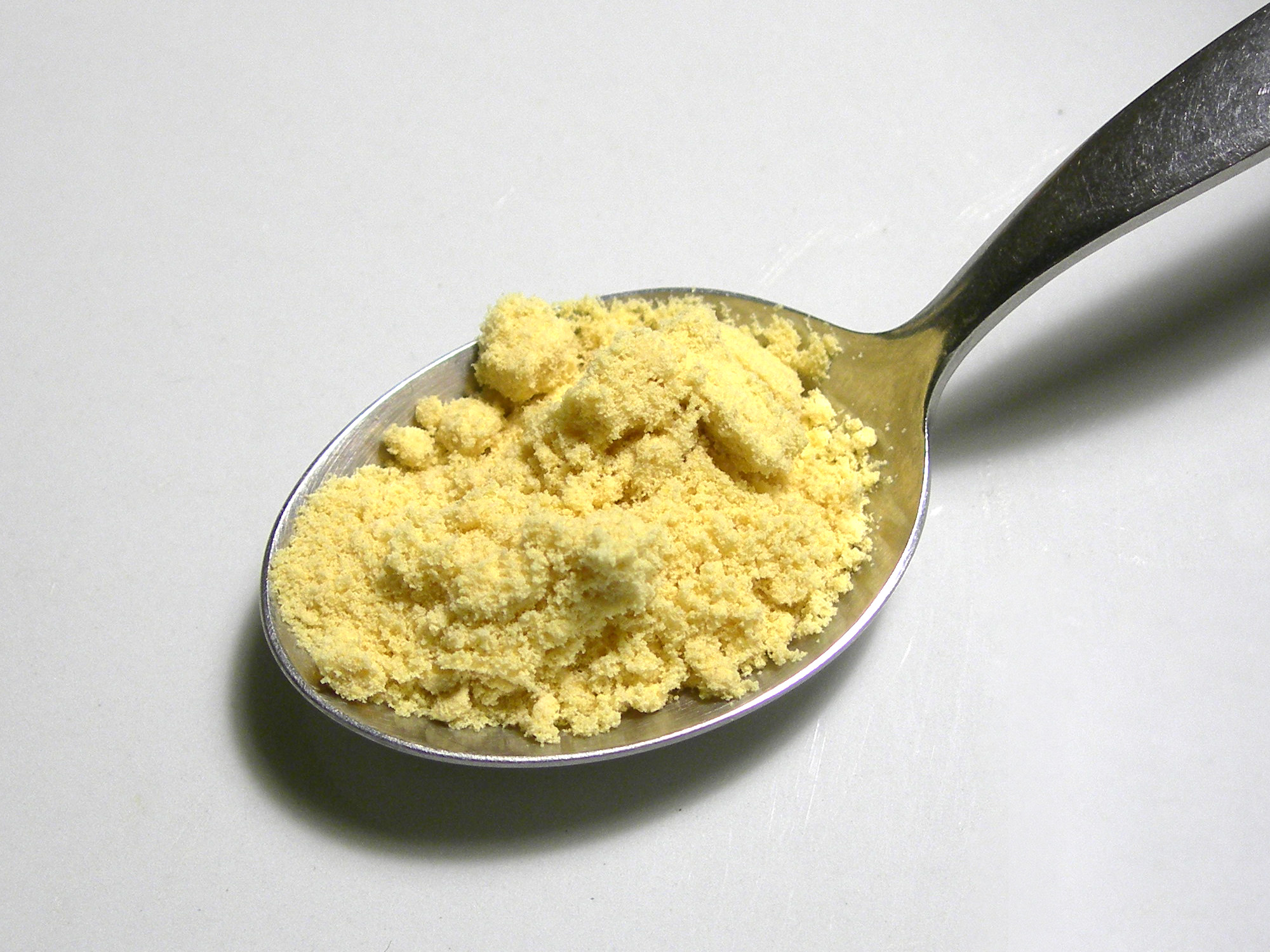
Moutarde blanche moulue.

## Symbolique

### Calendrier républicain
Le sènevé voyait son nom attribué au 29e jour du mois de floréal du calendrier républicain / révolutionnaire français, généralement chaque 18 mai du calendrier grégorien.